# Колеж по мениджмънт „Адам Смит“
Колеж по мениджмънт „Адам Смит“ е частен професионален колеж, създаден през 2004 година от „Национален учебен център“ (НУЦ) в София. Колежът продължава дейността на стартиралото през 1992 година „Училище по мениджмънт“ към НУЦ. Колеж „Адам Смит“ e ориентиран предимно към практически проблеми на фирменото управление, разглеждани в мултидисциплинарен план. Колежът приема кандидати за двугодишно обучение със завършено минимум средно образование (успешно положени държавни зрелостни изпити – ДЗИ) и издава държавно признато свидетелство за четвърта (от общо четири) степен на професионална квалификация, след полагане на държавен изпит по утвърдени от Министерство на образованието и науката национални изпитни програми.
Колежът предлага и едногодишна програма с британска акредитация, завършваща с професионална диплома на Ниво 6 от Регулираната квалификационна рамка на Англия, Северна Ирландия и Уелс. Завършилите колежани получават и Европас приложение към сертификат.

## История
Колеж „Адам Смит“ е създаден през 2004 година със заповед на МОН РД 14 – 97, ДВ бр.57/2004, изм. РД 14 – 187, ДВ бр. 85/2006, изм. РД 14 – 475/2008, изм. РД 14 – 78/2013, изм. РД 14 – 413/2017. Собственик на Колежа е частното дружество с ограничена отговорност „Национален учебен център“ (НУЦ), регистрирано от СГС през 1999 година. Дружеството извършва и фактическото управление на дейността на Колежа. Основа за регистриране на Колеж „Адам Смит“ стават изпитаните програми на Бизнес колежа (1992) към държавната фирма „Национален учебен център по информатика“, собственост на тогавашното Министерство на промишлеността и ликвидирана през 1998 година като част от процеса на преструктуриране на държавни предприятия. След ликвидацията, голяма част от административния и преподавателски екип решават да продължат учебната дейност в Училището по мениджмънт (1999) към новорегистрираното дружество НУЦ.
През 2003 година се взема решение да се предприемат стъпки към разширяване на признанието на издаваните дипломи. Заповедта за разкриване на Колежа е издадена от МОН през 2004 година и първият редовен випуск на Колежа постъпва през есента на същата година. През 2010 година Колежът придобива статут на INGOT Академия и получава правото да издава сертификати за компетентност в областта на информационните технологии, акредитирани във Великобритания.
След законодателни промени в Закона за професионално образование и обучение, през 2017 година Колежът става самостоятелно юридическо лице под името "Частен професионален колеж по мениджмънт „Адам Смит“, но остава собственост на NTCenter. През същата година е вписан в Регистъра на професионалните колежи.
Колежът продължава да участва и да има достъп до международните проекти и разработки в областта на образованието и обучението за възрастни на дружеството-собственик, но заедно с това разработва и собствени инициативи за одобрение от програма Еразъм+ на ЕС. След прехвърлянето на учебната дейност към Колежа, НУЦ се съсредоточава върху изследвания, разработки и иновации в областта на образованието.

## Материална база
Колеж „Адам Смит“ не разполага със собствена сграда. През 2006 година учебната и административна дейност са преместени от 66-о СОУ „Филип Станиславов“ в София, което е било база на Колежа в продължение на 5 години. Колеж „Адам Смит“ заема помещения в сградата на СУ „Св. Климент Охридски“, Департамент за информация и усъвършенстване на учители (ДИУУ), в Софийския район „Витоша“. Залите са изцяло преобзаведени в нетипичен формат и стил, които позволяват елиминиране на стреса и дискомфорта от поставянето в традиционния учебен контекст. Територията на Колежа е покрита с високоскоростна безжична мрежа, осигуряваща интернет достъп. Колежът използва Линукс-базирани (предимно дистрибуция Убунту) компютърни системи и софтуер с отворен код. Залите разполагат с техника за презентации.